# Automeris flavomarginatus
Automeris flavomarginatus é uma espécie de mariposa do gênero Automeris, da família Saturniidae.